# Culex salinarius
Culex salinarius (Coquillett, 1904) è una specie di zanzara della famiglia Culicidae. È uno dei vettori del virus della febbre del Nilo occidentale.